# Life Goes On (serie de televisión)
Life Goes On fue una teleserie dramática emitida por ABC entre el 12 de septiembre de 1989 y el 23 de mayo de 1993. El programa muestra la vida de la familia Thatcher: Drew, su esposa Elizabeth y los hijos de ambos, Rebecca y Charles. La serie se centra principalmente en las vivencias de Charles, más conocido como Corky, quien es un adolescente con síndrome de Down. Cada capítulo muestra la forma de relacionarse del joven y la discriminación de la que es víctima por su condición. Life Goes On fue la primera serie de televisión que tuvo en un rol protagonista a una persona con síndrome de Down.

## Reparto
- Bill Smitrovich es Andrew «Drew» Thatcher.
- Patti LuPone es Elizabeth «Libby» Thatcher.
- Chris Burke es Charles «Corky» Thatcher.
- Kellie Martin es Rebecca «Becca» Thatcher.
- Monique Lanier es Paige Thatcher (temporada 1).
- Tracey Needham es Paige Thatcher (temporadas 2-4).
- Arnold the Semi-Wonder Dog es el Perro Semimaravilla.
- Tommy Puett es Tyler Benchfield (temporadas 1-2).
- Tanya Fenmore es Maxie (temporadas 1-2).
- Mary Page Keller es Gina (temporadas 2).
- David Byrd es Hans (temporada 2).
- Leigh Ann Orsi es Zoe (temporada 2).
- Chad Lowe es Jesse McKenna (temporadas 3-4).
- Ray Buktenica es Jerry Berkson (temporada 3).
- Andrea Fay Friedman es Amanda Swanson (temporadas 3-4).
- Michael Goorjian es Ray Nelson (temporada 3).
- Kevin Graves es Nick Thatcher.
- Christopher Graves es Nick Thatcher.
- Lance Guest es Michael (temporadas 3-4).

## Emisión internacional
En el mundo hispanohablante, la serie fue conocida con diferentes nombres. En Argentina recibió el nombre de Corky, la fuerza del cariño; en México, Chile y Ecuador se llamó La vida sigue su curso; en Perú y Costa Rica se emitió como La vida continúa; en Venezuela se le dio el nombre de Corky, la vida continúa (popularmente se la llamaba simplemente Corky), y en España como A fuerza de cariño.